# Kesarabhavi, Hungund
Kesarabhavi là một làng thuộc tehsil Hungund, huyện Bagalkot, bang Karnataka, Ấn Độ.